# Kotrag
Kotrag – chan bułgarski, syn Kubrata.
Po śmierci ojca, która nastąpiła około 640 lub 660 roku, najprawdopodobniej przez krótki czas uznawał zwierzchnią władzę swego najstarszego brata Batbajana. Wedle Imiennika chanów protobułgarskich rządy następcy Kubrata trwały 3 lata. W tym czasie ziemie zamieszkanej przez Bułgarów Wielkiej Bułgarii najechali Chazarowie, kładąc kres potędze Bułgarów nad Morzem Czarnym. Kortag, którego imię może pochodzić od nazwy zachodnich plemion bułgarskich Kutigurów, opuścił na czele Kutigurów ziemie Wielkiej Bułgarii i powędrował w górę Donu. Ostatecznie lud Kortaga przeszedł na islam i w następnych wiekach utworzył w dorzeczu Wołgi i Kamy sieć kolonii handlowych skupionych wokół potężnego ośrodka handlowego u ujścia Kamy do Wołgi nazwanego Bułgar Wielki. Rozkwit tego państwa nastąpił w X wieku, w historiografii znane jest jako Bułgaria Kamska.